# مناخ سياسي
المناخ السياسي هو المزاج العام وآراء المجتمع السياسي في وقت معين. يُستخدم عادة لوصف الحالة المزاجية والرأي عندما تكون غير مستقرة بدلًا من أن تكون في حالة توازن. ويرجع أصل هذه العبارة إلى اليونان القديمة وفرنسا في عصر القرون الوسطى.
على الرغم من استخدام مفهوم المناخ السياسي تاريخيًا لوصف السياسة وردود الفعل العامة على التحركات السياسية في أشكال مختلفة، إلا أن تسمية المفهوم بإضافة التعديل «السياسي» إلى مصطلح «المناخ» الأساسي كانت حديثة إلى حد كبير. يشيع استخدام مصطلح  الرأي العام على نحو غير صحيح كمرادف للمناخ السياسي.
أما فيما يتعلق بالحكم على ماهية المناخ في فترة زمنية معينة، فلا توجد وسيلة لمعرفة وجهات نظر أي دولة بالكامل بشأن مواضيع معينة. وعلى هذا تُستخدم استطلاعات الرأي لتخمين ما «يبدو» المناخ السياسي عليه على أساس منتظم. ومع ذلك، فإن هذا لا ينجح إلا إلى حد ما، إذ لا يمكن أن تشمل استطلاعات جميع السكان في آن واحد.

## أصل الكلمة

### المناخ
وفقًا لما ورد في قاموس أكسفورد الإنجليزي، فإن اللغة الفرنسية المتوسطة هي مصدر المناخ ، والذي استخدم لأول مرة لوصف حالة الطقس السائدة في المنطقة نحو عام 1314. كان أحد أوائل استخدامات مصطلح المناخ كوصف للمواقف السياسية السائدة آنذاك يتلخص في عمل جوزيف غلانفيل بعنوان بطلان التمذهب القطعي  في عام 1661، حيث ذكر «مناخات متعددة من الآراء».

### السياسي
يعود أصل التعديل (السياسي) إلى الاسم اليوناني القديم، بوليس، والذي يشير إلى كل من دولة المدينة اليونانية والدولة أو الحكومة المثالية. بمرور الوقت، تطور هذا من الاسم اللاتيني، بوليتكس، والذي يعني الحكومة المدنية إلى النعت في اللغة الفرنسية المتوسطة، بوليتيك، والذي يعني حالة الحكومة، أو فيما يتصل بالحكومة.

## الاستخدام

### أمثلة تاريخية
تمزقت اليونان القديمة بسبب الحرب البيلوبونيسية بين أثينا وأسبرطة في الفترة الممتدة من عام 431 إلى 404 قبل الميلاد. انتهت الحرب بهزيمة أثينا وممارسة الحكام الموالين لأسبرطة عدة سنوات من القمع. وبحلول عام 399 قبل الميلاد، عادت أثينا إلى الحكم الذاتي من خلال الثورة. في هذا الوقت، شهدت أثينا اضطرابات اجتماعية بسبب الفشل الواضح للديمقراطية باعتبارها شكلًا فعالًا من أشكال الحكم، وهو ما أدى إلى ردود أفعال شعبية ضد الأمور المناهضة للديمقراطية.
نظر الكثير إلى سقراط –الذي وُصف في أثينا «بالنُعرة» بسبب ممارسته للاستجواب الانتقادي– على أنه مناهض للديمقراطية، وبالتالي خائنٌ لأثينا بسبب روابطه مع كريتياس و ألكيبيادس (كان الأول مؤيدًا أسبرطيًا للحاكم الطاغية، وكان الثاني هاربًا من الجيش إلى أسبرطة) ومديحه المتكرر لحكومات أسبرطة وكريتين بسبب تشابهها مع العديد من آرائه الفلسفية حول الحكومة. أدى المناخ السياسي السائد الذي يفتقر إلى الثقة بأي أمر مناهض لأثينا أو مناهض للديمقراطية، مقترنًا بهجمات من أعداء سقراط الشخصيين، إلى إعدام الفيلسوف بالسم في عام 399 قبل الميلاد.

### الرأي السياسي
يعود أصل هذه العبارة من المصطلح الفرنسي، بوبليك، الذي نُسب لأول مرة إلى مونتين، أب الشكوكية الحديثة وأحد الشخصيات الرئيسية في عصر النهضة الفرنسية، نحو عام 1588 ميلادي. يُستخدم المصطلح عمومًا لوصف الرأي العام  بشأن مسألة معينة. وتُستخدم هذه العبارة بصورة عامة كمرادف للمناخ السياسي إلا أن كليهما يشير في الواقع إلى مفاهيم منفصلة. الرأي العام هو مجموع الأفكار المنطقية التي يعتقدها الجمهور ويعبر عنها بشأن قضية (ليس من الضروري أن تكون ذات طبيعة سياسية)، في حين يعبر المناخ السياسي عن رد فعل الجمهور العاطفي إزاء هذه الأفكار المنطقية.
تتباين ردود الفعل العاطفية اعتمادًا على طبيعة الأفكار (في حال اعتبارها مثيرة للجدل أو متطرفة)،وتتراوح بين لا شيء إلى حالة شديدة العنف. وبالتالي فإن القضايا الخلافية في نظر عامة الناس تكون مصحوبة عادة بمناخ سياسي استقطابي أو قد ينتج عنها. على سبيل المثال، أدى استحداث المقترح الثامن في كاليفورنيا وإقراره والصراع في المحاكم حوله إلى  إثارة قضية مثيرة للجدل في الساحة العامة، الأمر الذي أسفر عن مثل هذا التغير الجذري في المناخ السياسي في الولايات المتحدة، والذي أدى إلى اندلاع العديد من الاحتجاجات في مختلف أنحاء البلاد، وكان بعضها عنيفًا.

### استطلاعات الرأي
استطلاع الرأي هو دراسة الرأي العام لمجموعة معينة من الأشخاص أو عينات. عادة ما يكون جزء من السكان موضعًا للبحث لتحديد المناخ السياسي. تنظم استطلاعات الرأي سلسلة من الأسئلة ثم تستنتج متوسط رأي العينة  بناءً على اجاباتها. ومع ذلك، تمتلك استطلاعات الرأي إجمالًا هوامشًا تقديرية من الخطأ بسبب عدم القدرة على دراسة السكان بالكامل وعدم إمكانية دراسة قطاع شامل عشوائي تمامًا من السكان. على سبيل المثال، قدرت صحيفة وول ستريت جورنال في عام 2006 أن متوسط هامش الخطأ يتراوح بين 3% إلى 5% في استطلاعات الرأي بسبب مجموعة كبيرة من الأخطاء المحتملة مثل انحياز الاستجابة وتحيز الاختيار.
وتُعرف استطلاعات الرأي أيضًا بأنها غير صحيحة بالكامل عند التنبؤ بنتائج أحداث معينة. وأفضل مثال على هذا هو الانتخابات الرئاسية الأميركية في عام 1948، إذ أشارت التوقعات إلى احتمال هزيمة هاري ترومان بسهولة في مواجهة توماس ديوي. وأشارت منظمات الاقتراع الرئيسية، بما في ذلك غالوب وروبر، إلى فوز ديوي الساحق عندما كان ترومان في الواقع المنتصر في انتخابات متقاربة واحتفظ بالرئاسة. شهد عام 2016 دخول صحة استطلاعات الرأي دائرة النقاش مرة أخرى، إذ تبين في نهاية المطاف عدم صحة استطلاعات الرأي إلى حد كبير في كل من الاستفتاء على خروج المملكة المتحدة والانتخابات الرئاسية في الولايات المتحدة. توقعت استطلاعات الرأي على نطاق واسع فوز المرشحة الديمقراطية هيلاري كلينتون، في حين فاز المرشح الجمهوري دونالد ترامب بدلًا من ذلك في المجمع الانتخابي، وبالتالي بالرئاسة.